# يان باكستر
يان باكستر (بالإنجليزية: Ian Baxter)‏ هو ضابط بريطاني، ولد في 20 يوليو 1937، وتوفي في 17 أكتوبر 2017.